# Света Агатоклија
Света Агатоклија (у. 230.) је хришћанска светитељка, заштитник Мекуиненсе, Арагон, Шпанија. 
Православна црква је прославља 17. септембра.

## Биографија
Њено житије наводи да је била девица, хришћанска робиња у власништву двоје људи који су прешли на паганство из хришћанства, по имену Никола и Паулина. Они су Агатоклију подвргавали редовном физичком злостављању, укључујући бичевање и друго насиље, у настојању да натерају Агатоклију да се одрекне своје вере. Она је више пута одбијала да то учини.
Њени власници су је потом изложили јавном суђењу локалном судији. И тамо је одбила да се одрекне хришћанства, због чега је била подвргнута тешком батинању од стране власти. Када је проглашена кривом, њена казна је укључивала и одсецање језика, што је преживела.
Постоје одређена неслагања око тога како је Агатоклија дочекала своју смрт. Неки извори кажу да је њена власница Паулина сипала запаљени угаљ на њен врат. Други извори кажу да је и она сама бачена у ватру.

## Поштовање
Град Мекуиненса слави фестивале у част свете Агатоклије (назван једноставно „Ла Санта“) од 16. до 20. септембра. У граду постоји и братство посвећено светитељки.